# Darinka
Darinka je žensko osebno ime.

## Izvor imena
Ime Darinka je nastalo iz slovanskega dvočlenskega imena Božidara. Le to pa je slovanska vzporednica grškega imena Theódőros, ki je zloženo iz besed theós »bog« dõron »dar, darilo«.

## Izpeljanke imena
- ženske oblike imena:Dara, Dari, Darica, Darina, Darka, Darkica
- moške oblike imena:Darinko, Darino

## Pogostost imena
Po podatkih Statističnega urada Republike Slovenije je bilo na dan 31. decembra 2007 v Sloveniji število ženskih oseb z imenom Darinka:4.709. Med vsemi ženskimi imeni pa je ime Darinka po pogostosti uporabe uvrščeno na 61 mesto.

## Osebni praznik
Darinka praznuje god 25. oktobra.

## Znane osebe
Darinka Kobal (mladinska pisateljica)